# カプリアーティ・ア・ヴォルトゥルノ
カプリアーティ・ア・ヴォルトゥルノ（伊: Capriati a Volturno）は、イタリア共和国カンパニア州カゼルタ県にある、人口約1,400人の基礎自治体（コムーネ）。

## 地理

### 位置・広がり

#### 隣接コムーネ
隣接するコムーネは以下の通り。括弧内のISはイゼルニア県（モリーゼ州）所属を示す。
- チョルラーノ
- フォンテグレーカ
- ガッロ・マテーゼ
- モンテロドゥーニ (IS)
- ポッツィッリ (IS)
- ヴェナフロ (IS)

### 気候分類・地震分類
カプリアーティ・ア・ヴォルトゥルノにおけるイタリアの気候分類 (it) および度日は、zona D, 1562 GGである。
また、イタリアの地震リスク階級 (it) では、zona 2 (sismicità media) に分類される。